# تایوا، میاگی
تایوا، میاگی (به لاتین: Taiwa, Miyagi) یک منطقهٔ مسکونی در ژاپن است که در استان میاگی واقع شده‌است. تایوا ۲۲۵٫۵۹ کیلومترمربع مساحت و ۲۷٬۲۰۹ نفر جمعیت دارد.